# Trasiga änglar (film)
Trasiga änglar (engelska: We're No Angels) är en amerikansk komedifilm från 1955 i regi av Michael Curtiz. Filmen är baserad på Albert Hussons pjäs med samma namn från 1952. I huvudrollerna ses Humphrey Bogart, Peter Ustinov, Aldo Ray, Joan Bennett, Basil Rathbone och Leo G. Carroll. Filmen är inspelad i både VistaVision och Technicolor av Paramount Studios.

## Handling
Tre godhjärtade brottslingar – Joseph, Albert och Jules – planerar att fly från Djävulsön. De gömmer sig under julen hos den snälle men klantige butiksföreståndaren Felix Ducotel och hans familj. 

## Om filmen
Trasiga änglar visades i SVT2 söndagen den 9 januari 1983.

## Rollista i urval
| Humphrey Bogart | – Joseph           |
| Aldo Ray        | – Albert           |
| Peter Ustinov   | – Jules            |
| Joan Bennett    | – Amelie Ducotel   |
| Basil Rathbone  | – Andre Trochard   |
| Leo G. Carroll  | – Felix Ducotel    |
| John Baer       | – Paul Trochard    |
| Gloria Talbott  | – Isabelle Ducotel |
| Lea Penman      | – Mme Parole       |
| John Smith      | – Arnaud           |